# カゴメラン

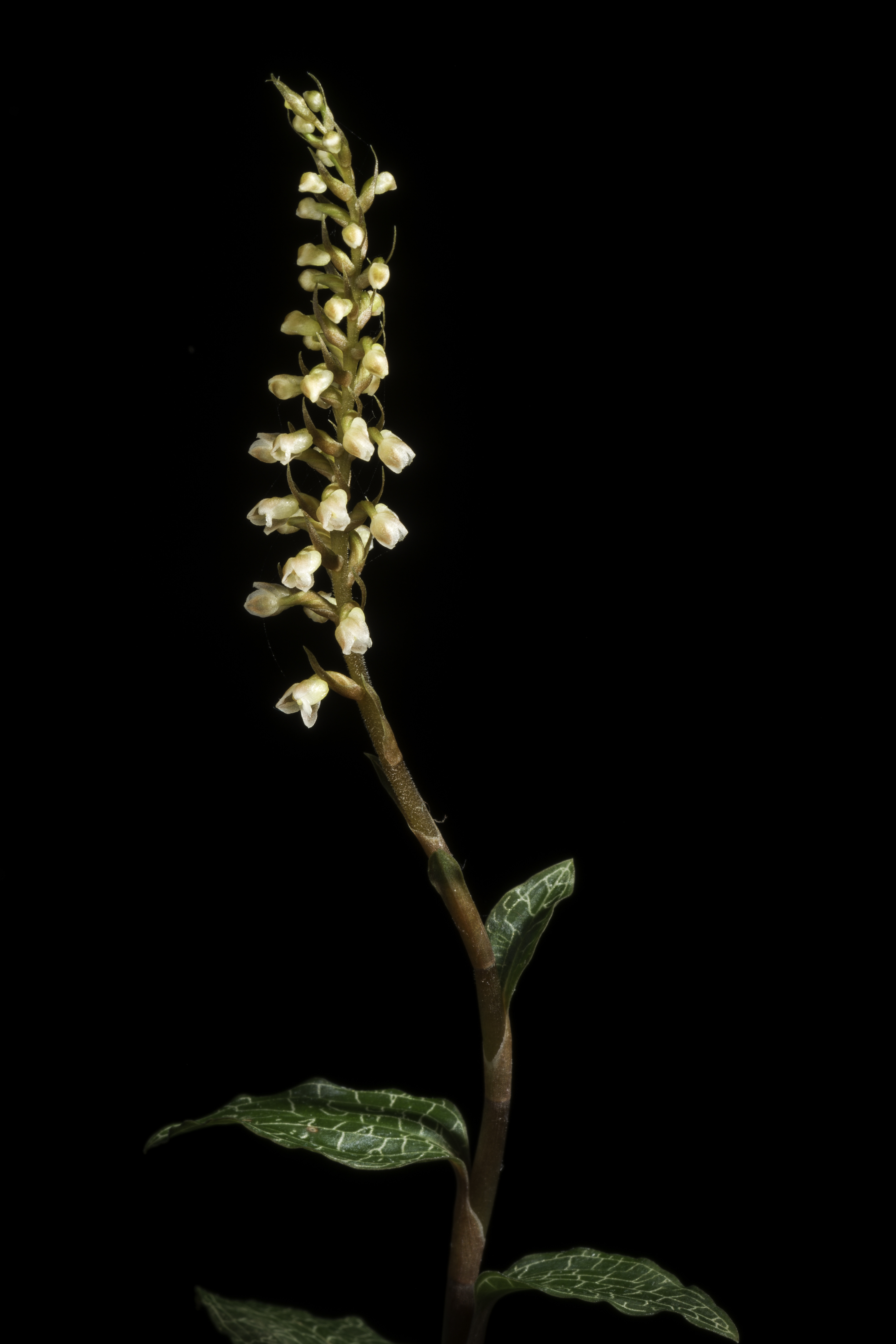
カゴメラン
（Wikimedia Commonsより）

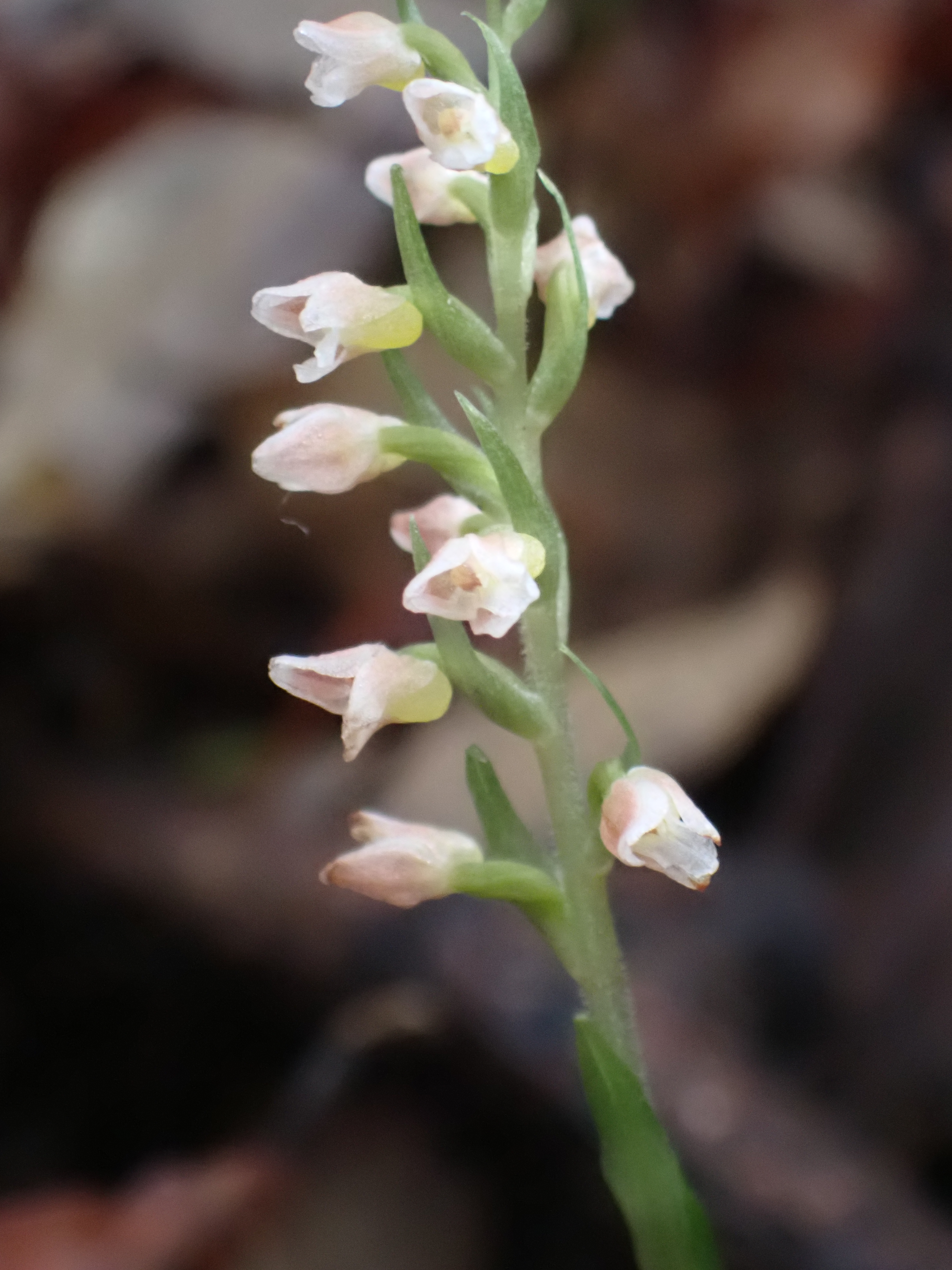
花茎（2025年1月 沖縄県）

カゴメラン（籠目蘭、学名：Goodyera hachijoensis var. matsumurana）はラン科シュスラン属の多年生草本（地生ラン）。長崎県絶滅危惧IA類（CR）、鹿児島県準絶滅危惧（NT）、沖縄県絶滅危惧II類（VU）。

## 分類
YList等や遊川（2021）において本種はハチジョウシュスランG. hachijoensisの変種、POWOではG. hachijoensis var. matsumuranaはG. hachijoensisのシノニムとされている。本項では前者に従い変種として記す。

## 特徴
高さ10–25 cmほど。葉は卵状楕円形で先は尖り、表面にみられる籠の目のような白い網目模様が和名の由来とされる。茎や花茎は赤褐色を帯び、淡紅白色の花を多数、総状につける。花期は9–11月。

## 分布と生育環境
壱岐島、九州南部～南西諸島、台湾に分布。やや湿った林内に生育する。

## 利用
シュスラン属の仲間のジュエルオーキッドの一種として、また山野草として栽培・販売されるが、違法盗掘が横行し、絶滅が危惧されている。